# Óscar Ariza
Óscar Ariza (ur. 25 września 1999 w Valerii) – wenezuelski skoczek do wody, olimpijczyk z Tokio 2020.
Mieszka i trenuje w rosyjskim Kazaniu.

## Udział w zawodach międzynarodowych
| Impreza                       | Rok  | Miejsce | Konkurencja                        | Wynik  | Wynik   |
| Impreza                       | Rok  | Miejsce | Konkurencja                        | Punkty | Miejsce |
| ----------------------------- | ---- | ------- | ---------------------------------- | ------ | ------- |
| Igrzyska olimpijskie          | 2020 | Tokio   | wieża 10 m indywidualnie           | 327.05 | 22.     |
| Mistrzostwa świata w pływaniu | 2015 | Kazań   | wieża 10 m indywidualnie           | 336.80 | 37.     |
| Mistrzostwa świata w pływaniu | 2015 | Kazań   | wieża 10 m synchronicznie mężczyzn | 344.70 | 17.     |
| Mistrzostwa świata w pływaniu | 2019 | Gwangju | wieża 10 m indywidualnie           | 334.50 | 28.     |
| Mistrzostwa świata w pływaniu | 2019 | Gwangju | konkurs drużynowy                  | 294.00 | 14.     |
| Igrzyska panamerykańskie      | 2019 | Lima    | wieża 10 m indywidualnie           | 402.90 | 14.     |
| Igrzyska panamerykańskie      | 2019 | Lima    | wieża 10 m synchronicznie mężczyzn | 315.12 | 17.     |